# Stabanker
Ein Stabanker bezeichnet ein spezielles Bauteil zur Fixierung im Bauwesen.

## Stabanker im Gartenbau

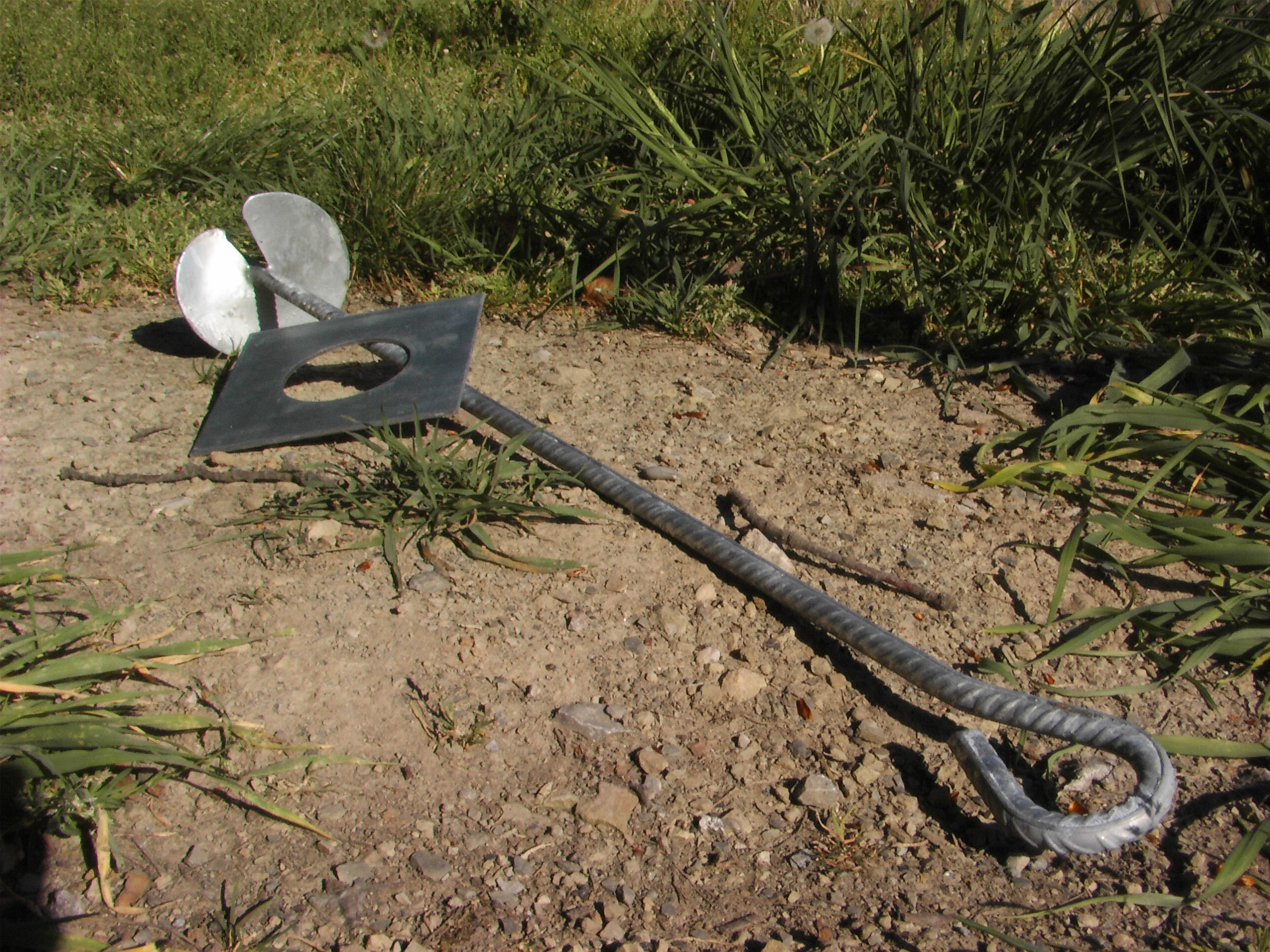
Stabanker mit Bodenplatte

Ein Stabanker oder Stab-Erdanker im Gartenbau, unter anderem im Weinbau, befestigt ein Spalier. Genauer gesagt, dessen Spanndraht wird damit im Boden abgespannt. Der Stabanker ist dabei ein etwa 50 cm langer spezieller Hering aus verzinktem Stahl mit einem Durchmesser von etwa 1 cm. Der Stabanker verfügt über einen Haken, einen Schaft und an der Spitze über einen kurzen Erdbohrer. Er wird am Zeilenanfang und am Zeilenende eines Spaliers vor einem Spannstickel in einem spitzen Winkel um 75 (Grad) in den Boden gesetzt.
Erfolgt die Montage manuell, muss besonders bei steinigem Boden oder starken Zugkräften ein Loch ausgehoben werden. Die Bodenplatte wird in ungefähr 40 cm Tiefe in den Boden gelegt und der Stabanker in die Aussparung der Platte gedreht. Die Bodenplatte dient dem Blech des Erdbohrerstücks als Widerlager und vergrößert dessen Auflagefläche, so dass ein größeres Erdvolumen auf diesem lastet, welches das Herausziehen des Stabankers verhindert. Das für den Stabanker und die Bodenplatte ausgehobene Loch ist schrittweise zu verfüllen und sollte gut gewässert werden, damit sich das Bodengefüge über der Platte verdichtet. Wenn der Boden es zulässt, kann der Anker auch manuell oder maschinell in den Boden gedreht werden, etwa mit einem Benzin- oder Elektro-Erdbohrer mit speziellem Aufsatz oder mit einem hydraulischen Stangenbohrer, die es für Bagger und Traktoren gibt.
Um den Haken des Stabankers wird der Ankerdraht zum Pfostenstirnholz des Spannstickels geführt, der dort mit einem viereckigen Drahthaken oder einem Nagelstift fixiert wird.

## Stabanker im Tiefbau
Zum Befestigen von Bauteilen im Tiefbau werden Verpressanker verwendet, die es auch als Stabanker gibt. Statt mit der Platte wird er mit Zementmörtel im Boden verankert. Für leichtere Beanspruchung, z. B. für eine Holzspundwand im Kanalbau, kann auch der beschriebene Stabanker mit Erdbohrerscheibe verwendet werden, nur mit Gewinde statt mit Haken.